# Ascogaster cornifera
Ascogaster cornifera är en stekelart som beskrevs av Van Achterberg och Ng 2009. Ascogaster cornifera ingår i släktet Ascogaster och familjen bracksteklar. Inga underarter finns listade.